# Маяков, Александр Петрович
Алекса́ндр Петро́вич Маяко́в (25 августа [7 сентября] 1909, Пензенская губерния — 1977) — советский партийный деятель; председатель Кировского горисполкома (1953—1961), 2-й секретарь Кировского промышленного обкома КПСС (1963—1964).

## Биография
Родился в 1909 году в Пензенской губернии. Окончил Саратовский индустриальный техникум, Высшую партийную школу при ЦК ВКП(б).
Работал на стеклозаводе (Пензенская губерния, 1924—1930), в 1930 году вступил в ВКП(б). В 1933 году переехал в Клин (Московская область), где работал электротехником фабрики искусственного шёлка (1933—1934); затем — в Москву, работал мастером, начальником электрохозяйства ВСХВ, инженером, начальником цеха завода № 58 (1937—1942).
В 1942 году был эвакуирован в Медянский район (Кировская область), работал секретарём партбюро завода № 609.
С 1943 года — в Кирове: инструктор обкома партии, заместитель секретаря Кировского горкома партии по оборонной промышленности (1943—1944), заместитель секретаря, заведующий отделом обкома партии (1944—1950).
С 1950 по март 1953 года — второй секретарь горкома партии, с марта 1953 по март 1961 года — председатель горисполкома.
С марта 1961 года — начальник Управления промышленности строительных материалов Совнархоза Кировского экономического административного района, затем по декабрь 1962 — заместитель председателя Кировского облисполкома. С января 1963 по декабрь 1964 года — второй секретарь Кировского промышленного обкома КПСС; в последующем — член Партийной комиссии при Кировском обкоме партии, заведующий Общим отделом Кировского облисполкома.
В 1973 году вышел на пенсию.

## Hаграды
- Орден Трудового Красного Знамени.
- Орден «Знак Почёта».
- Медаль «За трудовое отличие» (16 сентября 1939 года) — в связи с успешным окончанием работ по строительству Всесоюзной Сельскохозяйственной Выставки[3].
- медали[2].